# Arieh Elhanani

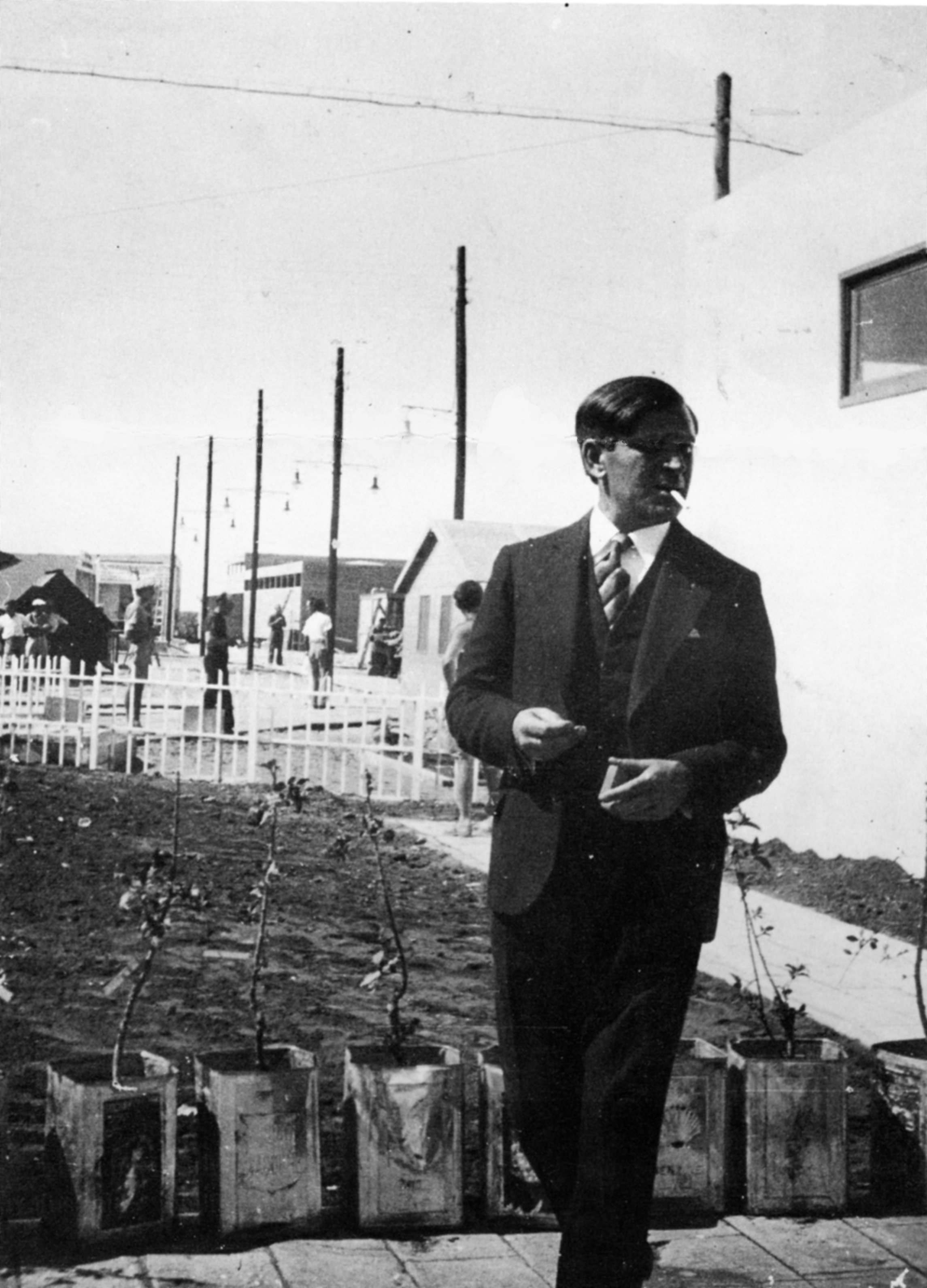
Arieh Elchanani auf einer Levante-Messe in den 1930er Jahren

Arieh Elchanani, in Sprachen ohne den Laut ch (IPA χ) auch: Elhanani (hebräisch אַרְיֵה אֶלְחָנַנִי Arjeh Elchananī, teils auch אֶל-חָנַנִי El-Chananī; geboren am 3. Januar 1898 in Poltawa, Ukraine, als Leib Saposchnikow, kyrillisch Лейб Сапожников; gestorben am 2. Dezember 1985 in Tel Aviv, Israel) war ein israelischer Architekt, Graphiker und Bildhauer.

## Leben
Zwischen 1913 und 1917 studierte Elchanani Kunst und Architektur in Kiew, Ukraine. Er nahm an jüdischen anthropologischen Expedition unter der Führung von Salomon An-ski in das jüdische Ansiedlungsrayon teil. Zu Beginn des Russischen Bürgerkriegs 1917 war er Mitglied einer Gruppe Künstler, die Propaganda-Plakate in Charkiw, Ukraine gestaltete.
1922 wanderte er nach Palästina aus. Dort produzierte er Designs für Messen, Pavillons, Skulpturen und Logos. So entwarf er das stilisierte fliegende Kamel für die Levante-Messe, das auch auf den Medaillen dieser Messe verwendet wurde und noch heute als Logo des Israel Trade Fairs & Convention Center in Benutzung ist. Auf seinen Entwürfen basieren auch die Embleme der Palmach und der Israelischen Verteidigungsstreitkräfte (IDF).

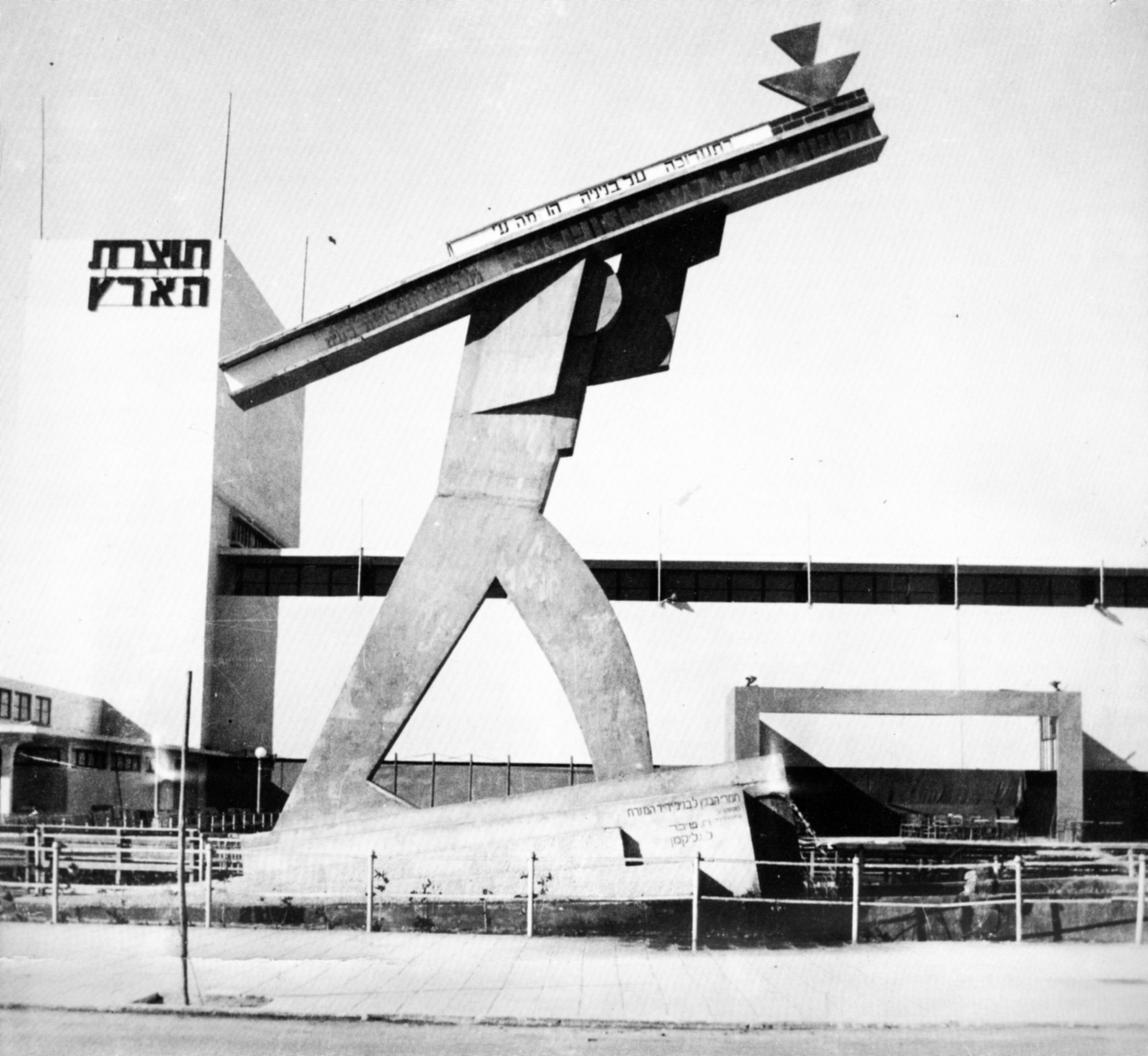
The Hebrew Worker (Skulptur von Arieh Elchanani)

1934 erschuf er die 8 Meter hohe Skulptur des hebräischen Arbeiters im Stil des russischen Konstruktivismus, eines der wenigen Überreste der vergangenen Levante-Messen. Diese Skulptur wurde 1989 restauriert und steht heute am Palmer Square in Tel Aviv. Die Inschrift auf dem Stahlträger lautete: „Diese Ausstellung mit seinen Gebäuden und Pavillons wurde errichtet von dem Genossenschaftlichen Baubüro der Vereinigten Jüdischen Arbeitergewerkschaft“. Um die Skulptur herum befand sich ein seichtes Wasserbecken, an dem sich Besucher treffen und ausruhen konnten.
In den 1940er Jahren plante er verschiedene Gebäude für das Weizmann-Institut für Wissenschaften in Rechovot, später für weitere Bildungsinstitute und öffentliche Einrichtungen, wie zum Beispiel für die Bar-Ilan-Universität.

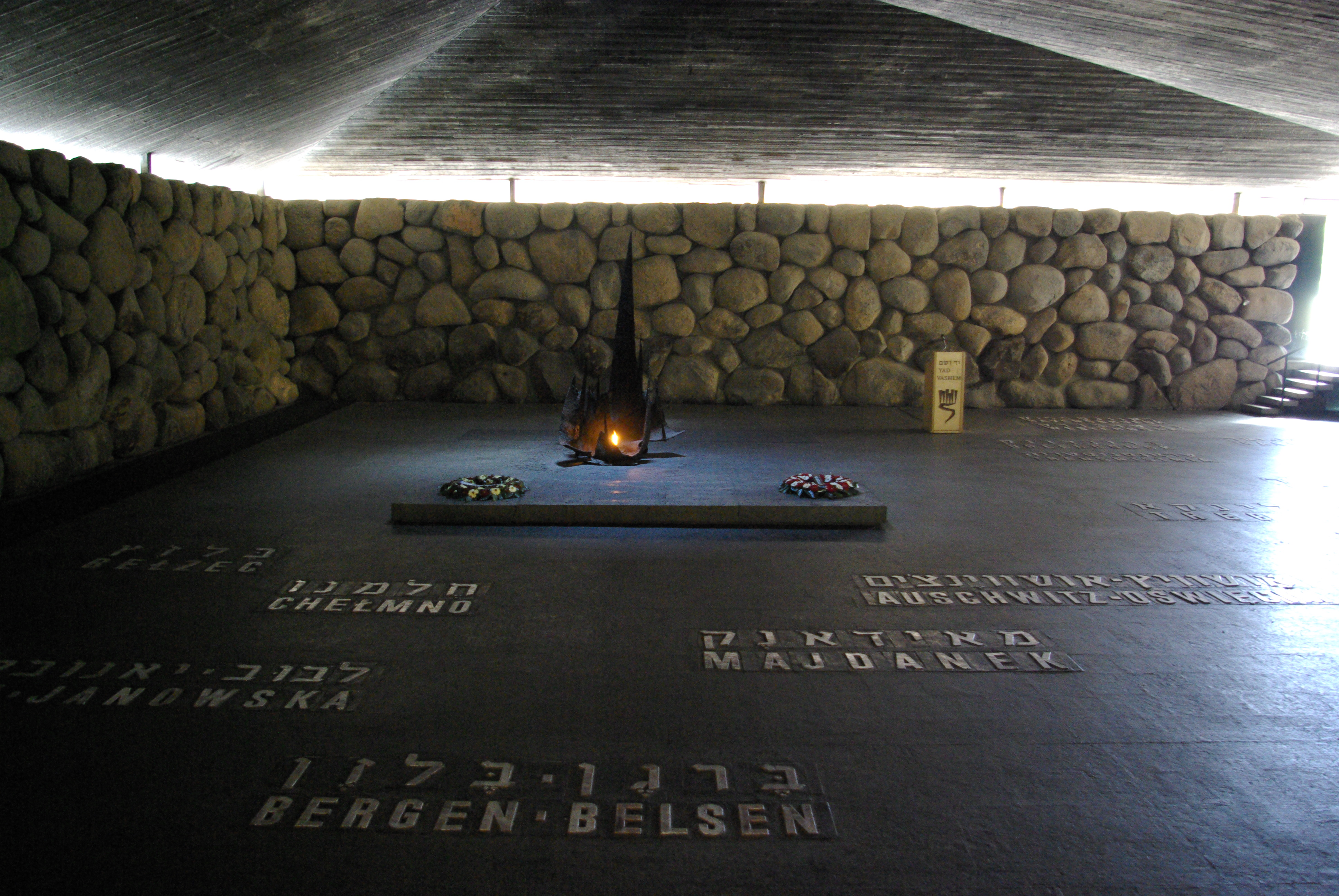
Inneres der Halle der Erinnerung mit von den Seitenwänden getrenntem Dach, 2008

Eines seiner bekanntesten Werke ist die Halle der Erinnerung 
(אֹהֶל יִזְכּוֹר Ohel Jizkōr, deutsch ‚Zelt des sich Erinnernden‘) der Gedenkstätte Yad Vashem in Jerusalem (zusammen mit Arieh Sharon und Benjamin Idelson). Weitere Aufträge waren das Gemeinde-Auditorium in Kfar Saba, der Gan Ha'ir Tower in Tel Aviv, sowie die Wix Library, das Jacob Ziskind Building (zusammen mit Israel Dicker und Uriel Schiller, 1947), das Charles Clore International House (zusammen mit Nissan Canaan, 1963), das Stone Administration Building (zusammen mit Nissan Canaan, 1966) und das Isaac Wolfson Building (alle auf dem Gelände des Weizmann-Instituts der Wissenschaften).

## Ehrungen und Preise
1973 wurden die Leistungen von Arieh Elchanani mit dem Israel-Preis für Architektur gewürdigt.
Der Elchanani-Preis der Bezalel Academy of Arts and Design ist nach ihm benannt.